# Úrvalsdeild (2017)
Úrvalsdeild 2017 – 106. edycja najwyższych w hierarchii rozgrywek ligowych piłki nożnej na Islandii. W rozgrywkach brało udział 12 drużyn, grając systemem kołowym. Tytułu mistrzowskiego broniła drużyna FH.

## Drużyny
| Uczestnicy poprzedniej edycji                                                                                 | Uczestnicy poprzedniej edycji | Uczestnicy poprzedniej edycji | Uczestnicy poprzedniej edycji |
| --- | ----------------------------- | ----------------------------- | ----------------------------- |
| FH | FH                            | 1                             |                               |
| STJ | Stjarnan                      | 2                             |                               |
| KRE | KR                            | 3                             |                               |
| FJÖ | Fjölnir                       | 4                             |                               |
| VAL | Valur                         | 5                             |                               |
| BRE | Breiðablik                    | 6                             |                               |
| VÍR | Víkingur Reykjavík            | 7                             |                               |
| ÍA | Akraness                      | 8                             |                               |
| ÍBV | ÍB Vestmannaeyja              | 9                             |                               |
| VÍO | Víkingur Ólafsvík             | 10                            |                               |
| Awans z 1. deild 2016                                                                                         |                               |                               |                               |
| KA | KA Akureyri                   | 1                             |                               |
| GRI | Grindavík                     | 2                             |                               |
| Oznaczenia: - kolumna pierwsza – skróty nazw drużyn, - kolumna trzecia – miejsce zajęte w poprzednim sezonie. |                               |                               |                               |

## Tabela
| Lp. | Drużyna               | M  | Z  | R | P  | Bramki | Bramki | Różn. | Pkt | Uwagi                                       |
| --- | --------------------- | -- | -- | - | -- | ------ | ------ | ----- | --- | ------------------------------------------- |
| 1   | Valur (M)             | 22 | 15 | 5 | 2  | 43     | 20     | +23   | 50  | Liga Mistrzów UEFA • I runda kwalifikacyjna |
| 2   | Stjarnan              | 22 | 10 | 8 | 4  | 46     | 25     | +21   | 38  | Liga Europy UEFA • I runda kwalifikacyjna   |
| 3   | FH                    | 22 | 9  | 8 | 5  | 33     | 25     | +8    | 35  | Liga Europy UEFA • I runda kwalifikacyjna   |
| 4   | KR                    | 22 | 8  | 7 | 7  | 31     | 29     | +2    | 31  |                                             |
| 5   | Grindavík             | 22 | 9  | 4 | 9  | 31     | 39     | −8    | 31  |                                             |
| 6   | Breiðablik            | 22 | 9  | 3 | 10 | 34     | 35     | −1    | 30  |                                             |
| 7   | KA Akureyri           | 22 | 7  | 8 | 7  | 37     | 31     | +6    | 29  |                                             |
| 8   | Víkingur Reykjavík    | 22 | 7  | 6 | 9  | 32     | 36     | −4    | 27  |                                             |
| 9   | ÍB Vestmannaeyja      | 22 | 7  | 4 | 11 | 32     | 38     | −6    | 25  | Liga Europy UEFA • I runda kwalifikacyjna1  |
| 10  | Fjölnir               | 22 | 6  | 7 | 9  | 32     | 40     | −8    | 25  |                                             |
| 11  | Víkingur Ólafsvík (S) | 22 | 6  | 4 | 12 | 24     | 44     | −20   | 22  | Spadek do 1. deild                          |
| 12  | Akraness (S)          | 22 | 3  | 8 | 11 | 28     | 41     | −13   | 17  | Spadek do 1. deild                          |

## Wyniki
| Gospodarz \ Gość   | BRE | FH  | FJÖ | GRI | ÍA  | ÍBV | KA  | KRE | STJ | VAL | VÍO | VÍR |
| Breiðablik         |     | 1:2 | 2:1 | 0:0 | 2:0 | 3:2 | 1:3 | 1:3 | 1:3 | 1:2 | 2:1 | 1:2 |
| FH                 | 0:1 |     | 1:2 | 1:0 | 2:0 | 2:1 | 2:2 | 0:1 | 3:0 | 2:1 | 0:2 | 2:2 |
| Fjölnir            | 1:0 | 2:1 |     | 4:0 | 2:2 | 2:1 | 2:2 | 2:2 | 1:3 | 1:1 | 1:1 | 3:1 |
| Grindavík          | 4:3 | 1:1 | 2:1 |     | 3:2 | 3:1 | 2:1 | 2:2 | 2:2 | 1:0 | 1:3 | 1:2 |
| Akraness           | 2:3 | 2:4 | 3:1 | 2:3 |     | 0:1 | 2:0 | 1:1 | 2:2 | 2:4 | 0:0 | 1:1 |
| ÍB Vestmannaeyja   | 1:1 | 0:1 | 0:0 | 2:1 | 1:4 |     | 3:0 | 3:1 | 2:2 | 2:3 | 0:1 | 1:0 |
| KA Akureyri        | 2:4 | 0:0 | 2:0 | 2:1 | 0:0 | 6:3 |     | 2:3 | 1:1 | 1:1 | 5:0 | 2:2 |
| KR                 | 1:1 | 2:2 | 2:0 | 0:1 | 2:1 | 0:3 | 0:0 |     | 0:1 | 0:0 | 4:2 | 1:2 |
| Stjarnan           | 2:0 | 1:1 | 4:0 | 5:0 | 2:2 | 5:0 | 2:1 | 2:0 |     | 1:2 | 3:0 | 1:2 |
| Valur              | 1:0 | 1:1 | 4:1 | 2:0 | 6:0 | 2:1 | 1:0 | 2:1 | 1:1 |     | 2:0 | 4:3 |
| Víkingur Ólafsvík  | 0:3 | 1:1 | 4:4 | 2:1 | 1:0 | 0:3 | 1:4 | 1:2 | 2:1 | 1:2 |     | 1:3 |
| Víkingur Reykjavík | 2:3 | 2:4 | 2:1 | 1:2 | 0:0 | 1:1 | 0:1 | 0:3 | 2:2 | 0:1 | 2:0 |     |

Źródło: Knattspyrnusamband Íslands (isl.)
Objaśnienia:
1Drużyna gospodarzy jest wymieniona po lewej stronie tabeli.
Kolory: zielony – zwycięstwo gospodarzy, żółty – remis, różowy – zwycięstwo gości.

## Najlepsi strzelcy
| Bramki | Strzelcy                  | Drużyna            |
| ------ | ------------------------- | ------------------ |
| 19     | Andri Rúnar Bjarnason     | Grindavík          |
| 15     | Steven Lennon             | FH                 |
| 12     | Guðjón Baldvinsson        | Stjarnan           |
| 11     | Geoffrey Castillion       | Víkingur Reykjavík |
| 11     | Hólmbert Aron Friðjónsson | Stjarnan           |
| 10     | Gunnar Heiðar Þorvaldsson | ÍB Vestmannaeyja   |
| 10     | Hilmar Árni Halldórsson   | Stjarnan           |
| 9      | Emil Lyng                 | KA Akureyri        |
| 9      | Tobias Thomsen            | KR                 |
| 9      | Elfar Árni Aðalsteinsson  | KA Akureyri        |

• Źródło: Knattspyrnusamband Íslands (isl.)